# بخش بروگ
بخش بروگ(به سوئیسی: Bezirk Brugg)یکی از بخشهای ایالت ارگو  در کشور سوئیس است.